# Milius (pel·lícula)
Milius és una pel·lícula documental del 2013 sobre l'escriptor, productor i director John Milius, dirigida per Joey Figueroa i Zak Knutson.

## Trama
Una mirada a la vida i la carrera de John Milius, des de la seva infància i els seus dies com a estudiant a la USC, fins al seu èxit com a escriptor i director en grans pel·lícules com Harry el Brut, Apocalypse Now i Aurora roja.

## Entrevistats
- Francis Ford Coppola
- Brian De Palma
- Clint Eastwood
- Sam Elliott
- Buzz Feitshans
- Harrison Ford
- Don Glut
- Kathleen Kennedy
- Randal Kleiser
- George Lucas
- Michael Mann
- Mike Medavoy
- Elvis Mitchell
- Ed O'Neill
- Al Ruddy
- Paul Schrader
- Arnold Schwarzenegger
- Martin Scorsese
- Charlie Sheen
- Bryan Singer
- Steven Spielberg
- Sylvester Stallone
- Oliver Stone
- Lea Thompson
- Matt Weiner

## Producció
La pel·lícula va trigar cinc anys i mig a fer-se. Els cineastes portaven dos anys i mig en el projecte quan Scott Mosier es va incorporar amb Matt Perniciero i Kevin Mann com a productors executius per proporcionar finançament addicional. Aleshores, Milius va tenir un ictus i la pel·lícula es va deixar durant nou mesos mentre començava la rehabilitació.
Segons el codirector Joey Figueroa:
| « | Normalment, molta gent farà un gran documental i no té el tema totalment incorporat. Vam tenir John Milius a bord des del primer moment. I vam dir: 'Uau! Aquest home pot parlar. I això serà increïble, perquè és molt vocal i té com un filtre zero i només dirà tota aquesta merda que serà increïble". I, òbviament, si has vist la pel·lícula, saps què passa, de manera que això va canviar tota la dinàmica de com es va fer aquest documental. Originalment, Milius seria la nostra força motriu en aquesta pel·lícula i això es va descarrilar totalment. I havíem de trobar aquesta veu ara, perquè l'hem de sentir parlar, evidentment. Això és el que ho va fer una mica més difícil. | » |

## Premis i nominacions
| Any  | Premi                                                        | Categoria           | Treball nominat | Resultat  |
| ---- | ------------------------------------------------------------ | ------------------- | --------------- | --------- |
| 2013 | SXSW Film Festival                                           | Premi del Públic    | Milius          | Nominat   |
| 2013 | XLVI Festival Internacional de Cinema Fantàstic de Catalunya | Premi Noves Visions | Milius          | Guanyador |